# Гелдерн
 Тази статия е за града в Германия.  За едноименното средновековно херцогство вижте Гелдерн (херцогство).  
Гелдерн (на немски: Geldern) е град в Северен Рейн-Вестфалия‎, област Клеве, административен окръг Дюселдорф в Германия.
Градът има 33 637 жители (31 декември 2011).
Град Гелдерн е споменат за пръв път в документ през 812 г. Името на града има вариантите: Gelre, Gielra, Gellero, Gelera и подобни.
В Средновековието градът е столица на херцогство Гелдерн.